# Bernard Henzel
Bernard Henzel (ur. 1912 w Berlinie, zm. 1977 we Władysławowie) – porucznik Marynarki Wojennej, żołnierz wojny obronnej w 1939, dyrektor Stoczni w Ustce, kapitan portu we Władysławowie.

## Życiorys
Jeszcze przed wybuchem drugiej wojny światowej, w 1931 ukończył Szkołę Kadetów, Nr 3 w Rawiczu, w stopniu kaprala podchorążego oraz Szkołę Oficerów Rezerwy. W roku 1939 brał udział w obronie Helu w stopniu podporucznika. Po kapitulacji Helu, dostał się do niewoli niemieckiej, w latach 1939 – 45 jako oficer przebywał w niewoli – oflag II C – Woldenberg, gdzie jako samouk studiował, budownictwo okrętowe jednostek drewnianych. Po powrocie z niewoli do kraju w 1945, rozpoczął pracę w Morskim Instytucie Rybackim w Gdyni. Do Ustki został skierowany jako Kierownik Delegatury MIR celem utworzenia tu stoczni rybackiej. Na stanowisku Kierownika Stoczni pracował od 1 października 1945 r. do 30 lipca 1948 roku. W tym czasie zorganizował zalążki przyszłego dużego zakładu pracy. Po zapoznaniu się z warunkami, postanowił zlokalizować stocznię w pomieszczeniach dawnej niemieckiej fabryki torped. Znajdowały się tam, m.in. ocalałe urządzenia suwnicowe, oraz warsztat ślusarki, bardzo wtedy potrzebne i pomocne. Na początku pracy stoczni, podjęto remonty drewnianych łodzi i kutrów rybackich.
Zorganizował od początku podstawowe służby techniczne i administracyjne przyszłej stoczni.
Na początku lat pięćdziesiątych XX w. został przeniesiony do Morskiego Instytutu Rybackiego w Szczecinie, był dyrektorem PPiUR „Barka” w Świnoujściu z siedzibą w Kołobrzegu, następnie kierownikiem działu w Centrali Zarządu Rybołówstwa Morskiego w Szczecinie.
W 1953 objął stanowisko Kapitana portu Władysławowo i tam pracował do 1977.

## Odznaczenia
- Srebrny Krzyż Zasługi (1955 r.)[2]
- Medal 10-lecia Polski Ludowej (1955 r.)[2]
- Złoty Krzyż Zasługi (1964 r.)[2]
- Medal Zwycięstwa i Wolności (1967 r.)[2]
- Brązowy Medal „Za zasługi dla obronności kraju” (1968 r.)[2]
- Krzyż Kawalerski Orderu Odrodzenia Polski (1972 r.)[2]
- Medal „Zasłużonym na Polu Chwały” (1974 r.)[2]
- Krzyż Komandorski Orderu Odrodzenia Polski ( po 1975 r.)[2]
- 2 Odznaki Zasłużony Ziemi Gdańskiej i odznaczenie brązowe i srebrne - Odznaka honorowa Zasłużony Pracownik Morza[2].